# Robert Habeck
Robert Habeck, född 2 september 1969 i Lübeck i Schleswig-Holstein, är en tysk politiker (Allians 90/De gröna). Han är sedan den 8 december 2021 vice förbundskansler och minister för näringsliv och klimat i regeringen Scholz.
Från 2018 till januari 2022 var Habeck, tillsammans med Annalena Baerbock, delad partiledare för Allians 90/De gröna. Vid val vid en digital partidag i slutet av januari 2022 efterträddes de av Omid Nouripour och Richarda Lang.
Mellan 2012 och 2018 var Habeck vice ministerpresident och minister med ansvar för energiomställning, jordbruk, miljö och natur (från 2017 även för digitalisering) i delstatsregeringen i Schleswig-Holstein. Efter valet till språkrör för Allians 90/De gröna 2018 avgick han som minister då partiet inte tillåter att en person som ingår i partistyrelsen också innehar ett regeringsämbete.
Robert Habeck har studerat filosofi, germanistik och filologi i Freiburg, Roskilde och Hamburg. 2000 doktorerade han med en litteraturvetenskaplig avhandling vid Hamburgs universitet. Innan Habeck blev yrkespolitiker arbetade han som författare och publicerade tillsammans med hustrun Andrea Paluch ett antal barnböcker och romaner samt en teaterpjäs. Paret har även översatt engelskspråkig poesi till tyska.
Habeck bor i Flensburg och talar flytande danska.